# Sanilhac (Dordogne)
Sanilhac község Franciaország Új-Aquitania régiójában, Dordogne megyében. Új községként 2017. január 1-jén jött létre három korábbi község: Notre-Dame-de-Sanilhac, Breuilh és Marsaneix egyesítésével. Lakosainak száma 4720 fő (2022. január 1.).

## Népesség
| Lakosok száma | 4489 | 4548 | 4576 | 4604 | 4665 | 4674 | 4720 |
|               | 2015 | 2017 | 2018 | 2019 | 2020 | 2021 | 2022 |